# Wioleta Gorzkowska
Wioleta Beata Gorzkowska (ur. 22 lutego 1974 w Goleniowie) – funkcjonariuszka Straży Granicznej, od 2018 zastępczyni Komendanta Głównego SG, pierwsza kobieta w historii tej formacji awansowana na stopień generalski.

## Życiorys
Absolwentka Wyższej Szkoły Ekonomiczno-Informatycznej (2000). Ukończyła także studia ekonomiczne na Akademii Obrony Narodowej (2001), a ponadto studia podyplomowe w Wyższej Szkole Policji w Szczytnie na kierunku zarządzanie jednostką organizacyjną w administracji publicznej.
Służbę w Straży Granicznej rozpoczęła w 1997. W 2018 została powołana na stanowisko Zastępcy Komendanta Głównego Straży Granicznej ds. logistycznych (w miejsce Marka Małkowskiego), zaś w kolejnym roku otrzymała nominację na generała brygady.